# Matt Gresham

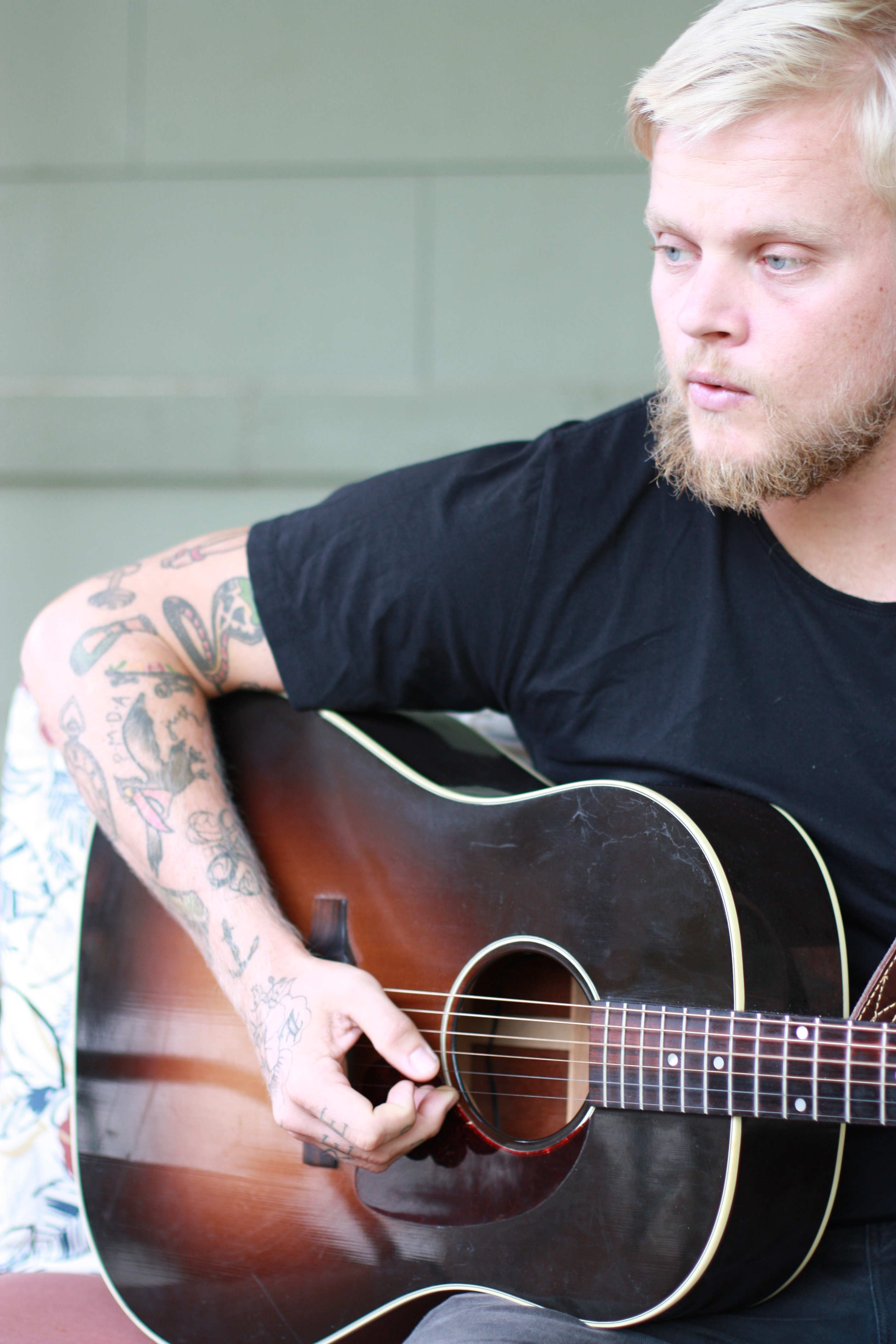
Matt Gresham (2016)

Matt Gresham (* 22. September 1988 in Rockingham bei Perth) ist ein australischer Musiker. Er steht bei der Warner Music Group unter Vertrag und lebt derzeit in Berlin.

## Biografie
Seine Musik ist geprägt von Gitarren und wird von klassischen Didgeridooklängen bis hin zur Westerngeige begleitet. Zu den Einflüssen in Greshams Musik gehören Folk, Blues und Reggae. Sein Markenzeichen ist das Spielen einer auf seinem Schoß liegenden Slide-Gitarre.

## Diskografie
Bislang hat Matt Gresham die drei Alben „The Recipe“, „Live at the Orient“ und „June“ veröffentlicht. Im Juni 2016 erschien seine erste Single „Small Voices“, die er zusammen mit Jaymes Young schrieb. Produziert wurde sie von Scott Horscroft.
Seine zweite Single "Survive on Love", die er ebenfalls gemeinsam mit Jaymes Young schrieb, und die von diesem auch produziert wurde, erschien im September 2016.
2020 nahm er an The Voice of Australia teil. Sein Vocal Coach war zunächst Delta Goodrem und danach Guy Sebastian. Er schaffte es unter die 20 besten Kandidaten.